# Juan Bautista Alberdi (departement)
Juan Bautista Alberdi is een departement in de Argentijnse provincie Tucumán. Het departement (Spaans:  departamento) heeft een oppervlakte van 730 km² en telt 28.206 inwoners.

## Plaatsen in departement Juan Bautista Alberdi
- Escaba
- Juan B. Alberdi
- Villa Belgrano